# Ancyluris pyretus
Ancyluris pyretus är en fjärilsart som beskrevs av Saunders 1849. Ancyluris pyretus ingår i släktet Ancyluris och familjen Riodinidae. Inga underarter finns listade i Catalogue of Life.